# Leslie Arliss
Pour les articles homonymes, voir Arliss (homonymie).
Leslie Arliss (Londres, 6 octobre 1901 - Jersey, 30 décembre 1987) est un réalisateur et scénariste britannique.

## Biographie
Arliss entama une carrière professionnelle comme journaliste. Plus tard, il ajouta la critique aux cordes de son arc. C'est pendant les années 1920 qu'il fit son entrée dans l'industrie cinématographique comme scénariste. En 1941, il devint réalisateur, d'abord pour Associated British, puis bien vite pour Gainsborough Pictures. Plus tard il travailla pour British Lion Film Corporation, la société d'Alexander Korda. Il réalisa par la suite plusieurs programmes pour la télévision.

## Filmographie
Comme réalisateur
- 1941 : Laquelle des trois ? (The Farmer's Wife)
- 1942 : The Night Has Eyes
- 1943 : L'Homme en gris (The Man in Grey)
- 1944 : Love Story
- 1945 : Le Masque aux yeux verts (The Wicked Lady)
- 1947 : Un homme dans la maison (A Man About the House)
- 1948 : Idol of Paris
- 1949 : Saints and Sinners
- 1952 : L'Amant, cet inconnu (en) (The Woman's Angle)
- 1953 : Douglas Fairbanks Presents (en) (TV, 13 épisodes, 1953-1956)
- 1953 : The Triangle (TV, segment Priceless Pocket)
- 1954 : Destination Milan (TV, segment Lowland Fling)
- 1954 : Thought to Kill (TV, épisode "Thought to Kill)
- 1955 : See How They Run (en)
- 1955 : Miss Tulip Stays the Night
- 1955 : Sailor of Fortune (TV, 3 épisodes, 1955-1956)
- 1956 : The Buccaneers (TV, 9 épisodes, 1956-1957)
- 1957 : Insomnia Is Good for You
- 1957 : Man with a Dog
- 1957 : The New Adventures of Charlie Chan (TV, 15 épisodes, 1957-1958)
- 1959 : Danger List
- 1963 : Les Cadets de la forêt (The Forest Rangers) (épisodes inconnus)

Comme scénariste
- 1928 : Laquelle des trois ? (The Farmer's Wife) (non crédité)
- 1931 : Strip, Strip, Hooray
- 1932 : Tonight's the Night: Pass It On
- 1932 : Holiday Lovers
- 1932 : Josser on the River
- 1932 : The Innocents of Chicago
- 1933 : Orders Is Orders
- 1934 : Road House
- 1934 : Jack Ahoy
- 1934 : My Old Dutch (histoire)
- 1935 : Heat Wave
- 1936 : All In
- 1936 : Rhodes of Africa
- 1936 : Where There's a Will (film, 1936) (en)  (histoire)
- 1936 : Everybody Dance
- 1936 : Windbag the Sailor (histoire)
- 1937 : Good Morning, Boys
- 1937 : Said O'Reilly to McNab
- 1939 : Too Dangerous to Live (en) de Leslie Norman
- 1939 : Come on George !
- 1940 : The Second Mr. Bush
- 1940 : For Freedom (en)
- 1940 : Pastor Hall (histoire)
- 1941 : The Farmer's Wife
- 1941 : South American George
- 1942 : The Night Has Eyes
- 1942 : The Foreman Went to France
- 1943 : The Saint Meets the Tiger
- 1943 : L'Homme en gris (The Man in Grey)
- 1944 : Love Story
- 1945 : Le Masque aux yeux verts (The Wicked Lady)
- 1947 : Un homme dans la maison (A Man About the House)
- 1949 : Saints and Sinners
- 1952 : The Woman's Angle
- 1953 : Top of the Form
- 1955 : See How They Run (en)
- 1956 : Douglas Fairbanks, Jr., Présents (en) (1 épisode)
- 1958 : Guillaume Tell (TV, 1 épisode)
- 1959 : L'Homme invisible (Invisible Man) (TV, 4 épisodes)
- 1983 : La Dépravée (The Wicked Lady)

Comme producteur
- 1949 : Saints and Sinners
- 1958 : Guillaume Tell (10 épisodes, 1958-1959)